# Pithecia albicans
La pitecia bianca o pitecia dalle mani bianche (Pithecia albicans Gray, 1860) è un primate platirrino della famiglia dei Pitecidi.

## Distribuzione
L'areale di questa specie parrebbe ristretto alla zona di foresta pluviale compresa fra i fiumi Juruá e Purus, a sud del Rio delle Amazzoni, in Brasile (stato di Amazonas).

## Descrizione

### Dimensioni
Misura circa un metro di lunghezza, di cui la metà spetta alla coda, per un peso di circa 3 kg.

### Aspetto
Come il nome suggerisce, questi animali possiedono le quattro mani nude e di colore bianco rosato: un'ampia area di pelo di colore bianco sporco si estende inoltre dalla testa (esclusa la faccia, nuda e nera) alle spalle, alle quattro zampe ed al ventre. Il quarto posteriore e la coda sono neri, così come bruno-nerastri sono i polsi delle zampe anteriori. Sulle ginocchia e sul basso ventre il pelo presenta sfumature arancioni.

La coda non è prensile ed è totalmente ricoperta di pelo, il quale è lungo e setoloso su tutto il corpo.

## Biologia
Si tratta di animali diurni ed arboricoli, che vivono in gruppi di dimensioni mai superiori ai dieci individui, generalmente tutti strettamente imparentati fra loro: il gruppo tipico è formato da una coppia monogama coi figli avuti da differenti parti, soprattutto femmine, in quanto i maschi tendono a lasciare il gruppo natio una volta raggiunta la maturità sessuale.

### Alimentazione
Sono animali essenzialmente frugivori: come tutte le specie di Pitheciinae, gli animali di questa specie sono specializzati nel nutrirsi di polpa e semi di frutti ancora acerbi. Tale comportamento minimizza la competizione per il cibo con altre specie, che generalmente cercano frutta ben matura. Per aver ragione della dura scorza del proprio nutrimento, questi animali hanno sviluppato fortissimi muscoli mandibolari e canini ed incisivi assai appuntiti e solidi. Qualora la frutta scarseggi, questi animali non esitano a nutrirsi di foglie, fiori ed invertebrati.